# Norfolkparakit
Norfolkparakit (Cyanoramphus cookii) är en fågel i familjen östpapegojor inom ordningen papegojfåglar.

## Utbredning och systematik
Arten delas in i två underarter, dels nominatformen som förekommer enbart på Norfolkön, dels subflavescens som tidigare förekom på Lord Howeön men som numera är utdöd. Vissa behandlar den som underart till rödpannad parakit (Cyanoramphus novaezelandiae).

## Status
IUCN erkänner den inte som god art och bedömer därför inte formellt dess hotstatus.

## Namn
Fågelns vetenskapliga artnamn hedrar James Cook (1728-1779).

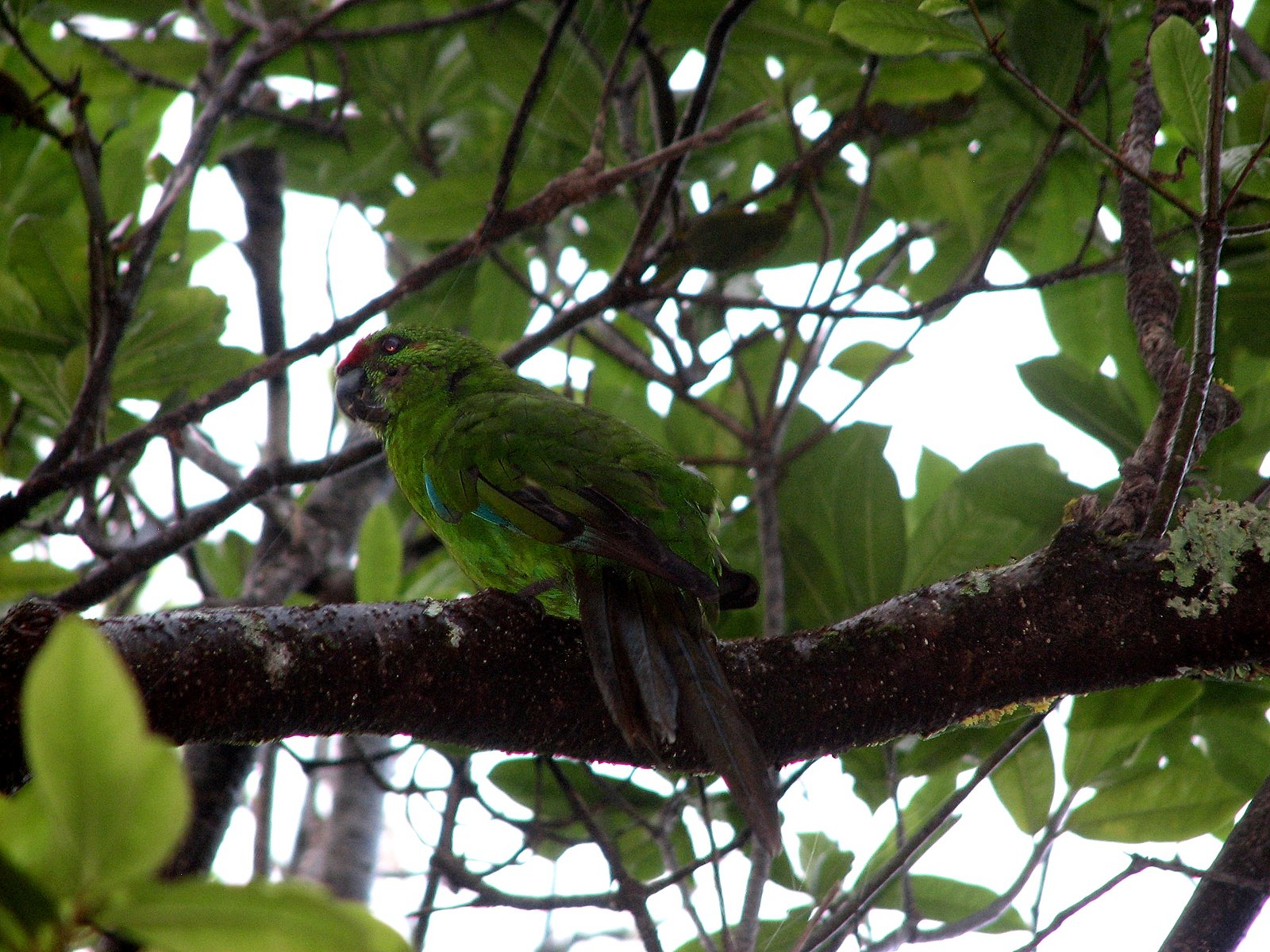
Juvenil individ